# Печатка вана японської країни На
33°35′23″ пн. ш. 130°21′11″ сх. д. / 33.58975° пн. ш. 130.35308333333° сх. д.

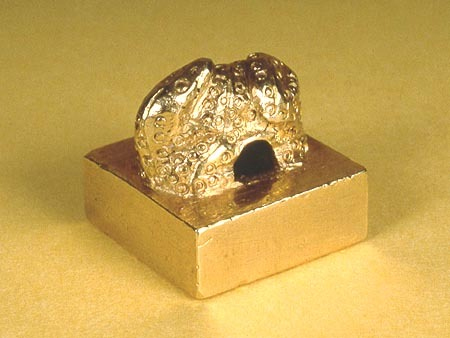
Збільшений вигляд печатки

Печа́тка ва́на япо́нської краї́ни На́ (яп. 倭奴国王印, わのなのこくおうのいん, МФА: [wa no na no koku.oː no iɴ]) — золота печатка, знайдена 12 квітня 1784 року на півдні острова Сіка, на території сучасного міста Фукуока, префектури Фукуока, Японія. Вважається автентичною китайською печаткою 1 століття по Р. Х., що була дарована правителю країни На на півночі острова Кюсю правителем китайської династії Хань. Зберігається в Фукуокцькому міському музеї. Входить до списку Національних скарбів Японії. В історіографії відома також під довгою назвою Печа́тка ха́нського ва́на япо́нської краї́ни На́ або короткою Золота́ печа́тка.

## Короткий опис

Відбиток печатки з ієрогліфами.

Золота печатка нагадує квадрат. Ширина сторін цього квадрата дорівнює 2,347 см, висота — 0,887 см. На вершині печатки розміщено кільце-держак у вигляді змії для церемоніального мотузка. Вага печатки — 108,7 г. На тильній стороні печатки у три рядки, зліва направо, вигравіюваний напис п'ятьма китайськими ієрогліфами шрифтом для печаток: Ханський ван японської країни На (漢委奴国王).
Ця золота печатка була знайдена 12 квітня 1784 року на південному пляжі Канаї острова Сіка провінції Тікудзен. Її знайшов місцевий селянин Камбей під час сільськогосподарських робіт. За переказами печатка знаходилась під великим каменем, в оточенні трьох пласких кам'яних брил. Селянин відніс знахідку в повітову управу, а тамтешній управитель передав її до чиновників роду Курода в уділі Фукуока. Місцевий конфуціанець Камеї Наммей у китайській хроніці «Книги Пізньої Хань» віднайшов згадки про цю печатку і вистановив дату її виготовлення — 57 рік по Р. Х. До 1978 року знахідка зберігалась в скарбниці роду Курода, але після цього була подарована місту Фукуока. 1990 року печатку помістили у новостворений міський музей. Пам'ятку супроводжує пояснювальний напис з «Переказів про східних варварів» 85 сувоя «Книги Пізньої Хань»:
|  | Року 57, японська країна На принесла данину. Її посли назвали себе великими мужами дафу. Ця країна знаходиться на крайньому півдні японських країв. Імператор Гуан У дарував На печатку з мотузкою |

Від часу знаходження печатки неодноразово висловлювались припущення про те, що це середньовічна або новітня підробка. Наразі більшість аргументів вказують на автентичність пам'ятки. Особливе місце серед них посідає знахідка в 1981 році в провінції Цзянсу КНР золотої печатки 58 року, що нагадує японський аналог.